# Menukaart

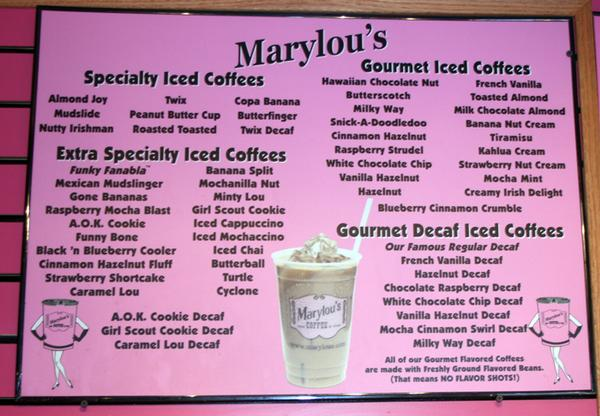
IJskaart

Een menukaart is een kaart waarop staat welke gerechten in een horecagelegenheid worden geserveerd. Zo'n kaart wordt een ook wel spijskaart of spijslijst genoemd.
Op een menukaart staan verschillende gangen vermeld, zoals voorgerecht, hoofdgerecht en  nagerecht. De kaart geeft ook informatie over verkrijgbare bijgerechten en dranken.
Op de meeste menukaarten staan ook de kosten vermeld. 
Bij snackbars en fastfoodrestaurants is het menu op grote schermen leesbaar.